# التعديل الثالث عشر لدستور الولايات المتحدة الأمريكية

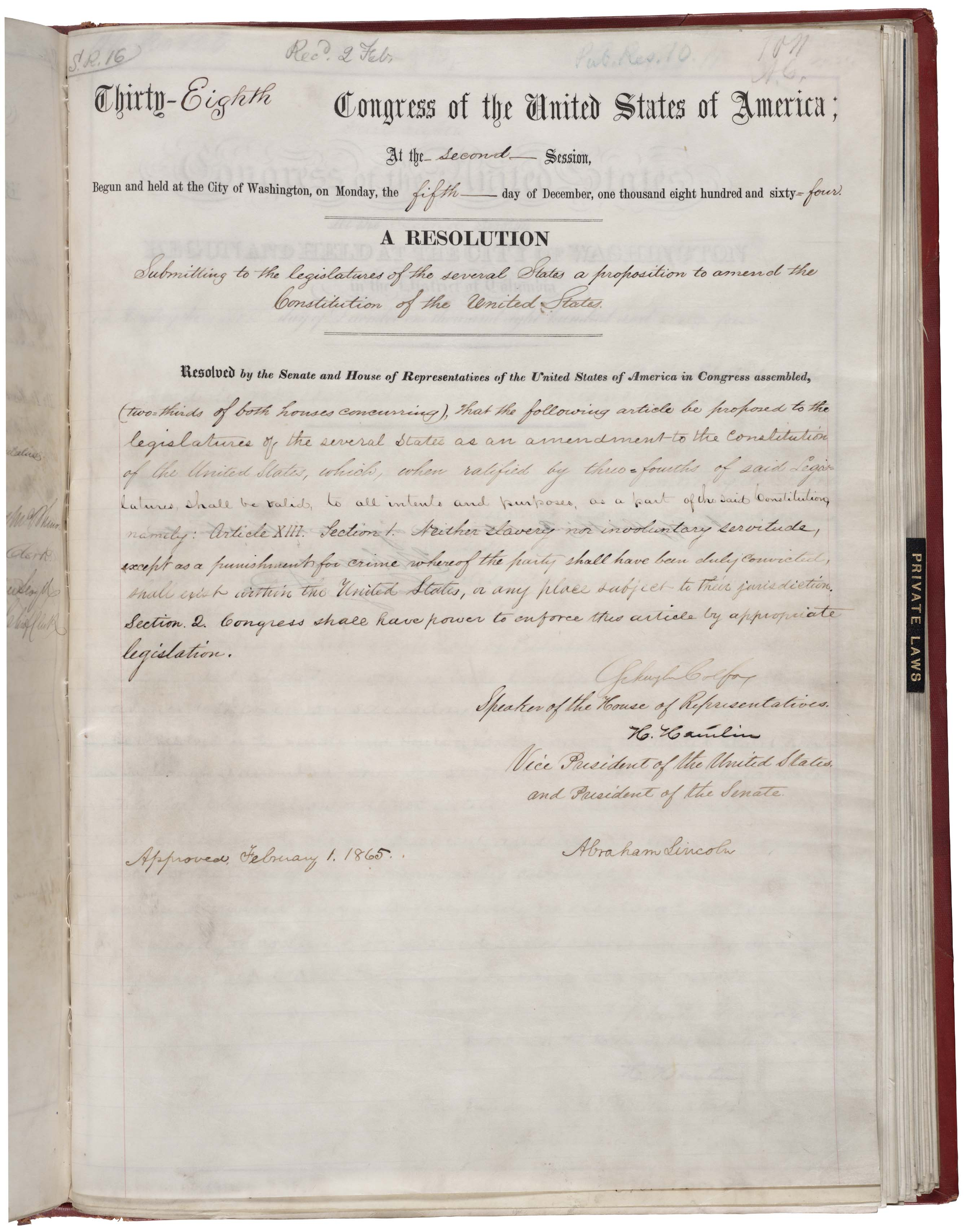

ألغى التعديل الثالث عشر في دستور الولايات المتحدة الأمريكية العبودية والاسترقاق الجبري، إلا ما يُطبق منها كعقوبة على الجرائم. في الكونغرس الأمريكي، أقر مجلس الشيوخ هذا التعديل في الثامن من أبريل/نيسان عام 1864، ومجلس النواب في الحادي والثلاثين من شهر يناير/كانون الثاني عام 1865. صُدّق التعديل بعد وصول عدد الولايات الموافقة إلى الحد الكافي في السادس من ديسمبر/كانون الأول عام 1865. وفي الثامن عشر من ديسمبر عام 1865، أعلن وزير الخارجية الأميركي ويليام إتش. سيوارد تبني تلك التعديلات. كان التعديل الثالث عشر واحداً من التعديلات الثلاثة الأولى ضمن تعديلات إعادة الإعمار المُدخلة عقب الحرب الأهلية الأمريكية.
قُسّمت الولايات الأمريكية بعد الثورة إلى ولايات شرّعت العبودية وأخرى أبطلتها. كانت العبودية مباحة ضمنياً في الدستور الأصلي، كما ورد في الفقرة I البند 2 المادة 3، والمعروفة بـ “تسوية الثلاثة أخماس”، والتي أخذت بعين الاعتبار تعداد العبيد من السكان، في كل ولاية من الولايات التي تبيح العبودية، بالنسبة لمجموع السكان في الولاية بهدف توزيع المقاعد في مجلس النواب وتوزيع الضرائب المباشرة بين الولايات. منح الرئيس أبراهام لينكولن الحرية للكثير من العبيد في عام 1863 عندما صدر إعلان تحرير العبيد، لكن وضْعَهُم بعد الحرب مثّل إشكالية كبيرة. في الثامن من أبريل نيسان عام 1864، أقر مجلس الشيوخ الأمريكي تعديلاً لإلغاء العبودية. وبعد مناورة تشريعية من إدارة لينكولن وجلسة تصويت غير ناجحة، أقر مجلس النواب التعديل أيضاً في الحادي والثلاثين من عام 1865. صادقت أغلب الولايات الشمالية على هذا الإجراء بسرعة، بالإضافة إلى عدد كافٍ من الولايات الحدودية حتى وفاة لينكولن، فجاءت الموافقة من الرئيس أندرو جونسون، والذي شجّع الولايات الجنوبية –التي تحسّنت بفضل إعادة الإعمار –كألاباما ونورث كارولاينا وجورجيا على الموافقة. وهكذا وصل عدد الولايات المؤيدة إلى 27، فتمّ إقرار التعديل قبل نهاية العام 1865.
ألغى التعديل العبودية رسمياً في كامل الولايات المتحدة، لكن بعض العوامل أدت إلى تعرّض بعض الأمريكيين السود إلى العمالة الجبرية، وتحديداً في الجنوب الأمريكي، ومن هذه العوامل: “قوانين السود” وجماعات تفوّق البيض والعنف الناجم عنها والتطبيق الانتقائي للقوانين. وعلى عكس تعديلات إعادة الإعمار الأخرى، لم يُستشهد بالتعديل الثالث عشر إلا نادراً في القضايا الأخيرة، لكنه استُخدم لمحاربة العمالة الجبرية (أو السُخرة) والاضطهاد على الأساس العرقي. يتيح التعديل الثالث عشر للكونغرس إقرار تشريعاتٍ لمحاربة الاتجار بالجنس والأشكال الأخرى للعبودية.

## العبودية في الولايات المتحدة
كانت العبودية موجودة وحاضرة في المستعمرات الثلاث عشرة البريطانية في أمريكا الشمالية. ولم تندرج كلمات كالعبودية أو العبد في دستور الولايات المتحدة قبل التعديل الثالث عشر، لكنه احتوى على عددٍ من البنود التي تتعلق بالأفراد غير الأحرار. خصصت تسوية الثلاث أخماس، الفقرة I البند 2 المادة 3 من الدستور، التمثيل في مجلسي الشيوخ والنواب ليصبح على أساس “العدد الكامل للأفراد الأحرار” و”ثلاثة أخماس عدد جميع الأفراد”. كانت هذه المادة بمثابة تسوية بين سُكان الجنوب الذي رغبوا بإدراج العبيد ضمن مصطلح “أفراد” من أجل التمثيل النيابي، وسكان الشمال الذين رفضوا هذه المطالب لأنها تمنح الجنوب الكثير من السلطة، وذلك لأن التمثيل في الكونغرس الجديد سيكون مبنياً على أساس التعداد لا على مبدأ “صوت واحد لولاية واحدة” الذي كان قائماً في المؤتمر القاري سابقاً. وفقاً لأحكام العبد المُلاحق، الفقرة الرابعة، البند 2، المادة 3، فلا يصبح العبد العامل في ولاية ما حراً إذا هرب إلى ولاية أخرى. سمحت الفقرة الأولى، البند 9، المادة 1 للكونغرس بإقرار تشريعٍ يحرّم “استيراد الأفراد”، ولكن الموافقة لم تأت حتى عام 1808. ولكن وفقاً للتعديل الخامس، “لا يُحرم أي شخصٍ من حقه في الحياة والحرية والملكية بدون أمر قضائي واجب النفاذ”، اعتُبر العبيد ملكية خاصة وفق القانون.
بين عامي 1777 و1804، وتأثراً بفلسفة إعلان الاستقلال، دعت الولايات الشمالية إلى الإلغاء الفوري أو التدريجي للعبودية. كان معظم العبيد في الولايات الشمالية يعملون خدماً في المنازل، ولم تقم أي ولاية شمالية بتطبيق هذا القرار، واستمر تعداد السكان من العبيد في الشمال بالنمو، حيث وصل لنحو 4 ملايين نسمة في العام 1861. برزت حركة مناهضة للعبودية في الشمال ترأستها شخصيات مثل ويليام لويد غاريسون، ودعت إلى إلغاء العبودية في وإزالة التوترات بين الشمال والجنوب.

## التأثير
ظهر تأثير إلغاء العبودية بشكل سريع. وعندما دخل التعديل الثالث عشر حيّز التنفيذ، اتسع مجال إعلان تحرير العبيد الذي وضعه لينكولن ليشمل الأمة بأكملها. أُعتق معظم العبيد في ولاية كنتاكي، لكن بقي نحو 65 ألف إلى 100 ألف شخصٍ بانتظار تحريرهم بشكل قانوني عندما يسري مفعول التعديل في الثامن عشر من ديسمبر. في دالاوير، حيث هرب عددٌ كبير من العبيد خلال الحرب، أصبح 900 شخص أحراراً بشكل قانوني.
ألغى التعديل الثالث عشر مادة العبد المُلاحق وتسوية الثلاث أخماس، بالإضافة طبعاً إلى إبطال العبودية وحظر الخدمة غير الطوعية، عدا العقوبات المفروضة على مرتكبي الجرائم. في الدستور السابق، كان سكان الولاية يندرجون تحت “الأفراد الأحرار” وثلاث أخماس “الأفراد الآخرين” (كالعبيد مثلاً) وسكان أميريكا الأصليين المعفيين من الضرائب. تطلب هذا البند إحصاء تعداد ثلث أخماس العبيد في الولاية لأسبابٍ تتعلق بتوزيع المقاعد في مجلس النواب والضرائب في الولايات. أدت هذه التسوية إلى تزايد القوة السياسية للولايات التي تحوي عبيداً جرّاء ازدياد حصتهم من المقاعد في مجلس النواب، وبالتالي حصتهم في المجمع الانتخابي (حيث يرتبط تأثير الولاية على انتخاب الرئيس بحجم تمثيلها النيابي في الكونغرس).
ازداد قلق الجمهوريين في الكونغرس من احتمال تزايد تمثيل الولايات الجنوبية الديموقراطية جراء هذا التعديل، حتى عندما كان التعديل ضمن عملية التصديق. حيث سيتم احتساب أصوات العبيد المُحررين بشكل كاملٍ بدلاً من احتسابها وفقاً لتسوية الثلاث أخماس، وبالتالي ستزداد سلطة الولايات الجنوبية بشكل كبيرٍ في مجلس النواب القائم أساساً على أصوات الناخبين. كان الجمهوريون يأملون بوضع حدٍّ لهذا الأمر عن طريق الحصول على أصوات السكان السود المُحررون جديداً.

## التغير السياسي والاقتصادي في الجنوب
سمح التعديل بالعمل القسري إذا كان على شكل عقوبةٍ تُفرض على المجرمين، لذا ردت الولايات الجنوبية على ما وصفه المؤرخ دوغلاس آ. بلاكمون “مجموعة من القوانين الهادفة بشكل أساسي إلى تجريم حياة السود”. عُرفت تلك القوانين، التي تم إقرارها أو تحديثها بعد إعتاق العبيد، باسم “قوانين السود”. كانت ولاية مسيسيبي أول ولاية تُقر تلك القوانين. فرض القانون في مسيسيبي على العمال السود توقيع عقود مع المزارعين البيض في الأول من يناير/كانون الثاني من كل عام، أو سيواجهون عقوبة التشرد. وقد يتعرض السود للعمل القسري جرّاء ارتكاب جرائم كالسرقة الطفيفة واستخدام لغة بذيئة أو بيع القطن بعد الغروب. أقرت الولايات قوانيناً جديدة وصارمة بخصوص التشرد وطبقتها على السود غير الخاضعين لحماية البيض. تم بيع هؤلاء المدانين لاحقاً إلى المزارع والمعامل ومعسكرات الخشب والمعادن والمناجم.

## الاقتراح والتصديق

### صياغة التعديل
بعمله بموجب صلاحيات الحرب الرئاسية، أصدر لينكولن إعلان تحرير العبيد في 22 سبتمبر 1862، ساريًا في الأول من يناير 1863، والذي أعلن حرية العبيد في الولايات العشر التي كانت لا تزال في حالة من التمرد. غير أنه لم يؤثر على حالة العبيد في الولايات الحدودية التي ظلت موالية للاتحاد. في شهر ديسمبر من ذلك العام، استخدم لنكولن مرة أخرى صلاحياته في الحرب وأصدر «بيان العفو وإعادة البناء (خطة العشرة بالمئة)»، والذي منح الولايات الجنوبية الفرصة للعودة سلميًا إلى الاتحاد في حال ألغت العبودية وحظيت بالولاء من 10٪ من سكانها الذين يدلون بأصواتهم. لم تتقبل الولايات الجنوبية الاتفاق بسهولة، وظلت حالة العبودية في حالة غير معروفة. في رسالته إلى الكونجرس في 1 ديسمبر عام 1862، قدم لينكولن خطة «لتحرير العبيد وترحيلهم تدريجيًا». توخت هذه الخطة إدخال ثلاثة تعديلات على الدستور. الأولى كانت ستطلب من الولايات إلغاء العبودية بحلول 1 يناير 1900.
في السنوات الأخيرة من الحرب الأهلية، ناقش مشرعو السياسة في الاتحاد مقترحات مختلفة لإعادة الإعمار. دعا بعض هؤلاء إلى إجراء تعديل دستوري لإلغاء الرق على الصعيد الوطني والدائم. في 14 ديسمبر 1863، قدم الممثل جيمس ميتشل أشلي عن ولاية أوهايو مشروع قانون يقترح تعديلًا بتلك الفكرة. سرعان ما تبعه ممثل ولاية أيوا جيمس ف. وليسن باقتراح مماثل. في 11 يناير 1864، قدم السيناتور جون ب. هندرسون ممثل ولاية ميسوري قرارًا مشتركًا من أجل تعديل دستوري يلغي الرق. شاركت لجنة القضاء في مجلس الشيوخ، برئاسة لايمان ترومبول من إيلينوي، في دمج مقترحات مختلفة للتعجيل الدستوري.
سعى الجمهوريون الراديكاليون بقيادة عضو مجلس الشيوخ تشارلز سومنر عن ولاية ماساتشوستس وعضو البرلمان ثاديوس ستيفنز إلى الوصول لنسخة أكثر شمولية للتعديل. في 8 فبراير 1864، قدم سومنر تعديلًا يذكر التالي:
كل الأشخاص متساوون أمام القانون، إذ لا يمكن لأي شخص استرقاق شخص آخر؛ وللكونغرس سلطة إصدار جميع القوانين اللازمة والمناسبة لتنفيذ هذا الإعلان في كل مكان في الولايات المتحدة.
حاول سومنر إرسال التعديل إلى لجنته، بدلًا من لجنة القضاء التي يسيطر عليها ترومبول، ولكن مجلس الشيوخ رفض. في العاشر من فبراير، قدمت اللجنة القضائية بمجلس الشيوخ اقتراح تعديل يستند إلى مسودات كل من آشلي، وويلسون، وهندرسون.
استخدمت نسخة اللجنة النص الوارد في مرسوم الشمال الغربي (المرسوم لحكومة إقليم الولايات المتحدة، شمال غرب نهر أوهايو) لعام 1787، الذي ينص على أنه «لا يجوز أن يكون هناك رق أو استعباد غير طوعي في الإقليم المذكور، إلا في حالة المعاقبة على الجرائم التي أدين فيها الطرف المذكور على نحو واجب». على الرغم من استخدام التعديل الذي اقترحه هندرسون كأساس لمسودته الجديدة، ألغت اللجنة القضائية الصيغة التي كانت تسمح باعتماد تعديل دستوري بأغلبية الأصوات فقط في كل مجلس من مجلسي الكونغرس وبتصديق ثلثي الولايات (بدلًا من ثلثي وثلاثة أرباع الولايات على التوالي).

### إقرار التعديل من قبل الكونغرس
أقر مجلس الشيوخ التعديل في 8 أبريل 1864، بتصويت شمل 38 صوتًا مقابل 6 أصوات؛ صوت الديمقراطيان، ريفيردي جونسون من ماريلاند وجيمس نسميث من أوريغون لصالح التعديل. إلا أنه بعد مرور ما يزيد قليلًا على شهرين في الخامس عشر من يونيو، فشل الكونغرس في القيام بذلك، بنتيجة شملت 93 مؤيدًا و65 معارضًا، وكان أقل بثلاثة عشر صوتًا من الثلثين المطلوب لإقراره؛ وانقسم التصويت إلى حد كبير على أسس حزبية، مع تأييد الجمهوريين ومعارضة الديمقراطيين. في سباق الرئاسة الذي جرى عام 1864، هدد مرشح «حزب الأرض الحرة» السابق جون سي. فريمونت بمنافسة لنكولن من طرف مرشح ثالث، وهذه المرة على أساس برنامج يؤيد تعديلًا لمكافحة الرق. فشل برنامج الحزب الجمهوري لحد ذلك الوقت في راج بند مماثل، رغم أن لنكولن أيد التعديل في رسالة قبل فيها ترشيحه. انسحب فريمونت من السباق في 22 سبتمبر 1864 وأيد لينكولن.
مع عدم تمثيل أي من الولايات الجنوبية، فإن قلة من أعضاء الكونجرس دفعوا بحجج أخلاقية ودينية لصالح العبودية. أما الديمقراطيون الذين عارضوا التعديل فقد قدموا عمومًا حججًا مبنية على الفيدرالية وحقوق الولايات. جادل البعض بأن التغيير المقترح ينتهك روح الدستور، إذ أنه لن يكون «تعديلًا» ساريًا، بل سيكون بدلًا من ذلك «ثورة». حذر النائب وايت من بين معارضين آخرين أن ذلك التعديل سيؤدي إلى منح السود المواطنة الكاملة.
وصف الجمهوريون الرق بأنه غير حضاري وطلبوا إلغاءه كخطوة ضرورية في التقدم الوطني. قال مؤيدو التعديل أيضًا أن نظام الرق له آثار سلبية على البيض. شملت تلك الآثار انخفاض الأجور نتيجة للمنافسة مع العمل القسري، فضلًا عن قمع البيض المناهضين للعبودية في الجنوب. قال المؤيديون للتعديل إن من شأن ذلك أن يعيد التعديل الأول للدستور وغيره من الحقوق الدستورية التي انتكنها الرقابة والترهيب في الولايات التي تدعم الرق.
أصبح البيض والجمهوريون الشماليون وبعض الديمقراطيين متحمسين بشأن تعديل إلغاء الرق، وعقدوا اجتماعات وأصدروا قرارات. غير أن كثيرًا من السود، ولا سيما في الجنوب، ركزوا أكثر على ملكية الأراضي والتعليم بوصفه مفتاح التحرر. مع بداية كون العبودية غير مكترث لها سياسيًا، أعلنت مجموعة من الديمقراطيين الشماليين بنجاح تأييدهم للتعديل، بمن فيهم النائب جيمس بروكس، والسيناتور ريدي جونسون، والجهاز السياسي القوي في نيويورك المعروف باسم تنظيم تاماني هول.
كان لدى الرئيس لينكولن قلق من تعديل إعلان تحرير العبيد لعام 1863 من قبل القضاء أو أن يبطل مفعوله بعد الحرب. رأى أن التعديل الدستوري هو الحل الأكثر استدامة، وظل محايدًا ظاهريًا بشأن التعديل لأنه اعتبره خطرًا من الناحية السياسية. مع ذلك، فقد قرر برنامج لنكولن الانتخابي لعام 1864 إلغاء الرق بتعديل دستوري. بعد فوزه بإعادة الانتخاب في انتخابات عام 1864، جعل لنكولن إقرار التعديل الثالث عشر من أولى أولوياته التشريعية. بدأ بجهوده في الكونغرس في السنة الأخيرة من عهده والتي يطلق عليها مسمى «البطة العرجاء»، التي شهد فيها العديد من أعضاء الكونغرس انتخاب خلفائهم؛ شعرت الأغلبية بالقلق إزاء البطالة وقلة الدخل، ولم يكن على أحد الخوف إزاء النتائج الانتخابية المترتبة على العملية. تصاعد التأييد الشعبي للتعديل، كما حث لينكولن الكونجرس في خطابه عن حالة الاتحاد في السادس من ديسمبر 1864 على ما يلي: «إنها مسألة وقت فقط حتى يصل التعديل المقترح إلى الولايات لكي تتخذ إجراءات حسبه. وبتلك الحالة، ألا يجوز لنا القول إنه كلما أسرعنا كان أفضل؟».
أصدر لينكولن تعليماته إلى وزير الخارجية ويليام إتش سيوارد، وإلى النائب جون بي. آلي وآخرين بجلب الأصوات بأي وسيلة ضرورية، كما وعدوا بتخصيص مناصب حكومية ومساهمات للحملات الانتخابية للديمقراطيين الذين انتهت فترة ولايتهم والذين هم على استعداد لتغيير ولائهم. أيضًا، قامت أشلي، التي أعادت طرح القرار في مجلس النواب، بالضغط على العديد من الديمقراطيين للتصويت لصالح القرار. في وقت لاحق، النائب ثاديوس ستيفنز قائلًا إن: «القرار الأعظم من القرن التاسع عشر تم تمريره عن طريق الفساد الذي يحرضه أنقى رجل في أميركا»؛ على أية حال، فإن الدور الفعلي الذي قام به لينكولن بعقد صفقات لأصوات الناخبين لا يزال مجهولًا.